# Campeonato Sudamericano de Clubes de Voleibol Femenino 2010
El Sudamericano de Clubes Campeones de Voleibol Femenino 2010 o Copa Telefónica se llevó a cabo del 16 al 18 de julio de 2010 en el Coliseo Niño Héroe Manuel Bonilla del distrito en la ciudad de Lima, Perú. El campeonato otorgó un cupo para el Campeonato Mundial de Clubes de la FIVB realizado en Catar.
Los cuatro equipos jugaron bajo un sistema de todos contra todos. El grupo estuvo conformado por: Banco de la Nación (Argentina), Sollys/Osasco (Brasil), Universidad Católica (Chile) y Deportivo Géminis (Perú).

## Equipos participantes
- Banco de la Nación
- Sollys/Osasco
- Universidad Católica
- Deportivo Géminis

## Fase única

### Resultados
| Fecha    | Encuentro                                 | Resultado | Set   | Set   | Set   | Set   | Set   | Puntuación total |
| Fecha    | Encuentro                                 | Resultado | 1     | 2     | 3     | 4     | 5     | Puntuación total |
| -------- | ----------------------------------------- | --------- | ----- | ----- | ----- | ----- | ----- | ---------------- |
| 16-07-10 | Sollys/Osasco - Banco de la Nación        | 3-0       | 25-13 | 25-17 | 27-25 |       |       | 77-55            |
| 16-07-10 | Deportivo Géminis - Universidad Católica  | 3-1       | 24-26 | 25-14 | 25-9  | 25-16 |       | 99-65            |
| 17-07-10 | Sollys/Osasco - Universidad Católica      | 3-0       | 25-17 | 25-11 | 25-11 |       |       | 75-39            |
| 17-07-10 | Deportivo Géminis - Banco de la Nación    | 3-2       | 28-26 | 14-25 | 25-20 | 21-25 | 15-11 | 103-107          |
| 18-07-10 | Banco de la Nación - Universidad Católica | 3-1       | 25-22 | 19-25 | 25-16 | 25-22 |       | 94-85            |
| 18-07-10 | Deportivo Géminis - Sollys/Osasco         | 0-3       | 14-25 | 14-25 | 12-25 |       |       | 40-75            |

### Clasificación
|   |                      | PJ | PG | PP | SF | SC | PTS |
| - | -------------------- | -- | -- | -- | -- | -- | --- |
| 1 | Sollys/Osasco        | 3  | 3  | 0  | 9  | 0  | 6   |
| 2 | Deportivo Géminis    | 3  | 2  | 1  | 6  | 6  | 5   |
| 3 | Banco de la Nación   | 3  | 1  | 2  | 5  | 7  | 4   |
| 4 | Universidad Católica | 3  | 0  | 3  | 2  | 9  | 3   |

## Clasificación final
| Pos | Equipo               |
| --- | -------------------- |
| 1   | Sollys/Osasco        |
| 2   | Deportivo Géminis    |
| 3   | Banco de la Nación   |
| 4   | Universidad Católica |